# Mariene ecoregio Zee van Ochotsk
De Mariene ecoregio Zee van Ochotsk (45) (Engels: Sea of Okhotsk marine ecoregion) is een biogeografische regio en ligt in het noordwesten van de Grote Oceaan in de Mariene provincie Koude Gematigde Noordwestelijke Stille Oceaan (8) in het Marien rijk Gematigde Noordelijke Stille Oceaan. De mariene ecoregio is vastgesteld door het World Wide Fund for Nature en The Nature Conservancy en is vernoemd naar de Zee van Ochotsk.
In het zuiden grenst het gebied aan de mariene ecoregio Oyashiostroom (47) en in het zuidwesten aan de mariene ecoregio Japanse Zee (49).

## Geografie
De mariene ecoregio ligt in het noordwesten van de Grote Oceaan voor de noordkust van Japan en voor de oostkust van Rusland (oblast Sachalin, kraj Chabarovsk, oblast Magadan en westkust kraj Kamtsjatka). Het gebied ligt in de Zee van Ochotsk en strekt zich uit van vlak bij de zuidpunt van het schiereiland Kamtsjatka via de Russische kust naar het eiland Sachalin tot aan de noordkust van Hokkaido, maar omvat niet de Tatarensont en niet de wateren rond de Koerilen.
Door het gebied stroomt de Ochotskgyre met de West-Kamtsjatkastroom, de Noord-Ochotskstroom, de Oost-Sachalinstroom en de Soyastroom.

## Biogeografie
Het gebied kent zeeleven dat houdt van gematigde temperaturen.